# Tenán
Tenán är en ort i Mexiko.   Den ligger i kommunen Motozintla och delstaten Chiapas, i den sydöstra delen av landet, 900 km sydost om huvudstaden Mexico City. Tenán ligger 1 641 meter över havet och antalet invånare är 184.
Terrängen runt Tenán är bergig åt nordost, men åt sydväst är den kuperad. Runt Tenán är det ganska tätbefolkat, med 78 invånare per kvadratkilometer. Närmaste större samhälle är Motozintla de Mendoza, 4,3 km öster om Tenán. Omgivningarna runt Tenán är en mosaik av jordbruksmark och naturlig växtlighet.